# 김제중앙초등학교
김제중앙초등학교는 대한민국 전북특별자치도 김제시 요촌동에 있는 공립 초등학교이다.

## 학교 연혁
- 1911년 6월 24일 김제공립보통학교(4년제) 개교 (개교기념일)
- 1921년 4월 1일 6년제로 개편
- 1938년 4월 1일 김제중앙공립심상소학교로 개칭[1]
- 1941년 4월 1일 김제중앙공립국민학교로 개칭[2]
- 1949년 12월 31일 김제중앙국민학교로 개칭[3]
- 1989년 10월 27일 본관 건물 개축(3층 21실)
- 1996년 3월 1일 김제중앙초등학교로 개칭[4]
- 1998년 3월 1일 대촌분교장 편입
- 2004년 8월 28일 종합학습관 개관
- 2006년 12월 25일 식생활관 증축
- 2010년 6월 8일 친환경그린스쿨 준공
- 2019년 3월 22일 체육관(호연관) 준공 및 역사관 개관
- 2019년 9월 1일 38대 강지영 교장 부임
- 2020년 1월 7일 109회 졸업식 (졸업생 88명, 총졸업생 23,917명)
- 2020년 3월 1일 20학급 편성 (특수학급 1개반 포함)
- 2021년 1월 15일 110회 졸업식 (졸업생 74명, 총졸업생 23,991명)
- 2021년 3월 1일 20학급 편성 (특수학급 1개반 포함)

## 학교 상징
- 우리 학교 꽃 - 철쭉 : 향가 헌화가에 나오는 진달래과의 꽃나무로 꽃말은 사랑의 즐거움으로 우리 나라와 만주 등지에서 널리 자라며 본교 교정에 많다. 5월 분홍과 흰색 꽃이 만발하여 온 나라를 아름답게 수놓는다.
- 우리 학교 나무 - 소나무 : 사철 푸른 기상과 굳은 절개의 표상으로 옛 선비들이 정신적 지주로 삼았고 어떤 역경에도 굴하지 않는 지조와 강한 의지로 희망을 안겨주는 소나무는 중앙 어린이들의 상징이다.
- 우리 학교 새 - 비둘기 : 사람들과 가까이 하며 순결과 평화의 상징으로 널리 사랑받는 새다. 비둘기는 중앙의 깨끗한 품위를 상징하며 더 높고 더 넓은 하늘을 향해 날아가는 비둘기의 모습처럼 사랑의 질서를 구현하고자 비둘기를 교조로 삼았다.

## 참고 자료
- 김제중앙초등학교 - 한국교육학술정보원 학교알리미